# Italië op het Eurovisiesongfestival 2018

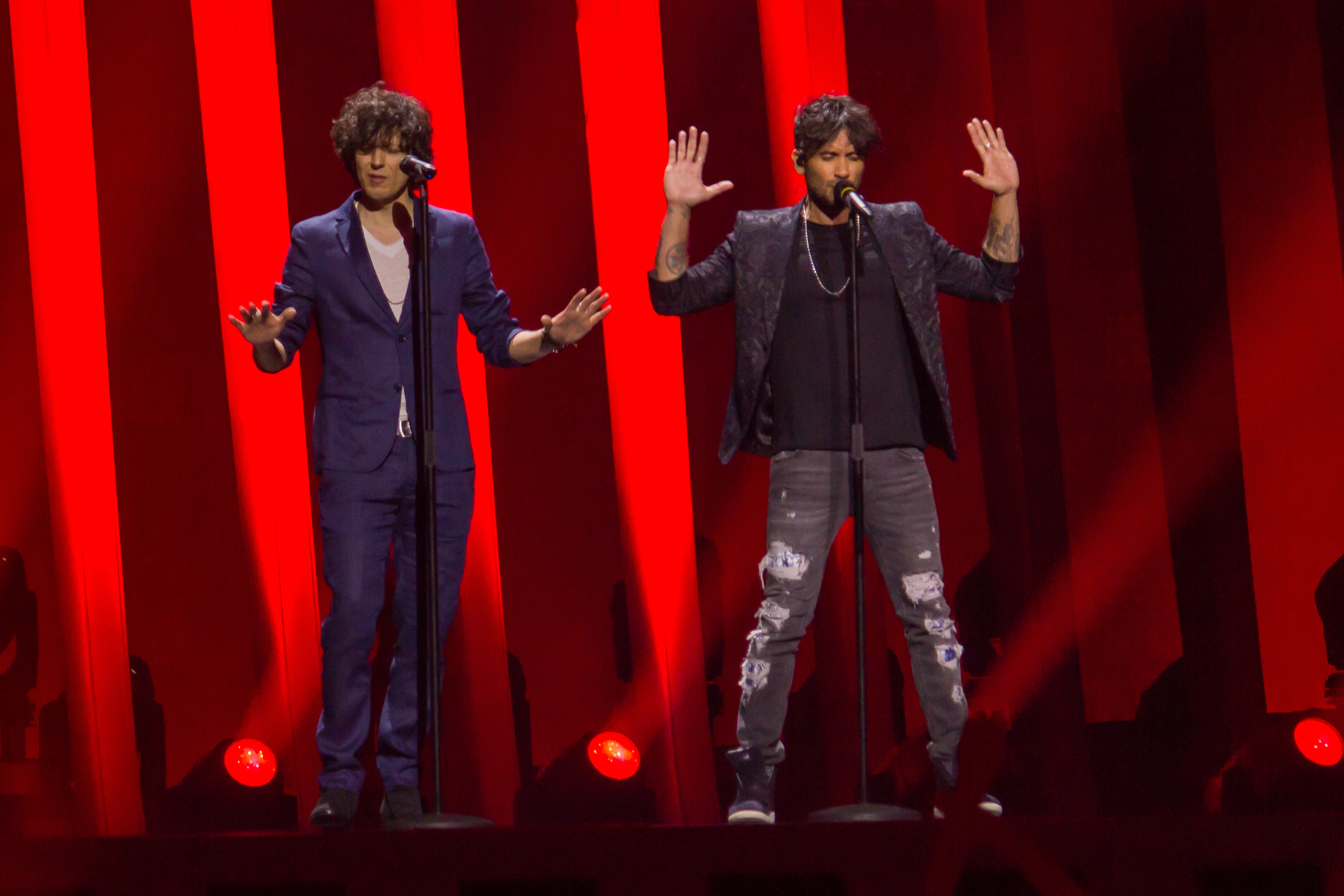
Ermal en Fabrizio tijdens hun optreden in Lissabon.

Italië nam deel aan het Eurovisiesongfestival 2018 in de Portugese hoofdstad Lissabon. Het was de 44ste deelname van het land aan het Eurovisiesongfestival. De RAI was verantwoordelijk voor de Italiaanse bijdrage voor de editie van 2018.

## Selectieprocedure
Op 15 september 2017 maakte de Italiaanse openbare omroep bekend te zullen deelnemen aan de komende editie van het Eurovisiesongfestival. Er werd voor dezelfde selectieprocedure geopteerd als de voorbije drie jaar. De winnaar van het Festival van San Remo mocht Italië vertegenwoordigen in Lissabon. Voorwaarde was wel dat de laureaat daarmee instemde en beschikbaar was. Wanneer dat niet het geval zou zijn, werd een andere kandidaat aangeduid.
Er namen twintig artiesten deel aan het Festival van San Remo 2018. Presentatoren van dienst waren Claudio Baglioni, Michelle Hunziker en Pierfrancesco Favino. Ermal Meta en Fabrizio Moro gingen uiteindelijk met de zegepalm aan de haal, met het nummer Non mi avete fatto niente. Het duo stemde ermee in om Italië te vertegenwoordigen op het Eurovisiesongfestival.
| Nr. | Artiest                      | Lied                        | Jury (50%) | Televoting (50%) | Totaal | Plaats |
| --- | ---------------------------- | --------------------------- | ---------- | ---------------- | ------ | ------ |
| 1   | Annalisa                     | "Il mondo prima di te"      | 23,69%     | 23,49%           | 26,94% | 3      |
| 2   | Lo Stato Sociale             | "Una vita in vacanza"       | 38,00%     | 22,10%           | 28,40% | 2      |
| 3   | Ermal Meta and Fabrizio Moro | "Non mi avete fatto niente" | 38,31%     | 54,41%           | 44,66% | 1      |

## In Lissabon
Als lid van de vijf grote Eurovisielanden mocht Italië automatisch deelnemen aan de grote finale, op zaterdag 12 mei 2018. Italië was als 26ste en laatste land aan de beurt, net na Cyprus. Italië eindigde uiteindelijk op de vijfde plaats, met 308 punten. Italië kreeg twaalf televote punten van Albanië, Duitsland en Malta. Ook de Albanese jury had een twaalf over voor het land. 